# Hoa hậu Hoàn vũ 1962
Hoa hậu Hoàn vũ 1962 là cuộc thi Hoa hậu Hoàn vũ lần thứ 11 được tổ chức vào ngày 14 tháng 7 năm 1962 tại Nhà hát Thính phòng Miami Beach ở Miami Beach, Florida, Hoa Kỳ. Cuộc thi có tổng cộng 52 thí sinh tham gia với chiến thắng thuộc về với người đẹp Norma Nolan đến từ Argentina. Norma Nolan được trao vương miện bởi Hoa hậu Hoàn vũ 1961 Marlene Schmidt đến từ Đức.

## Kết quả

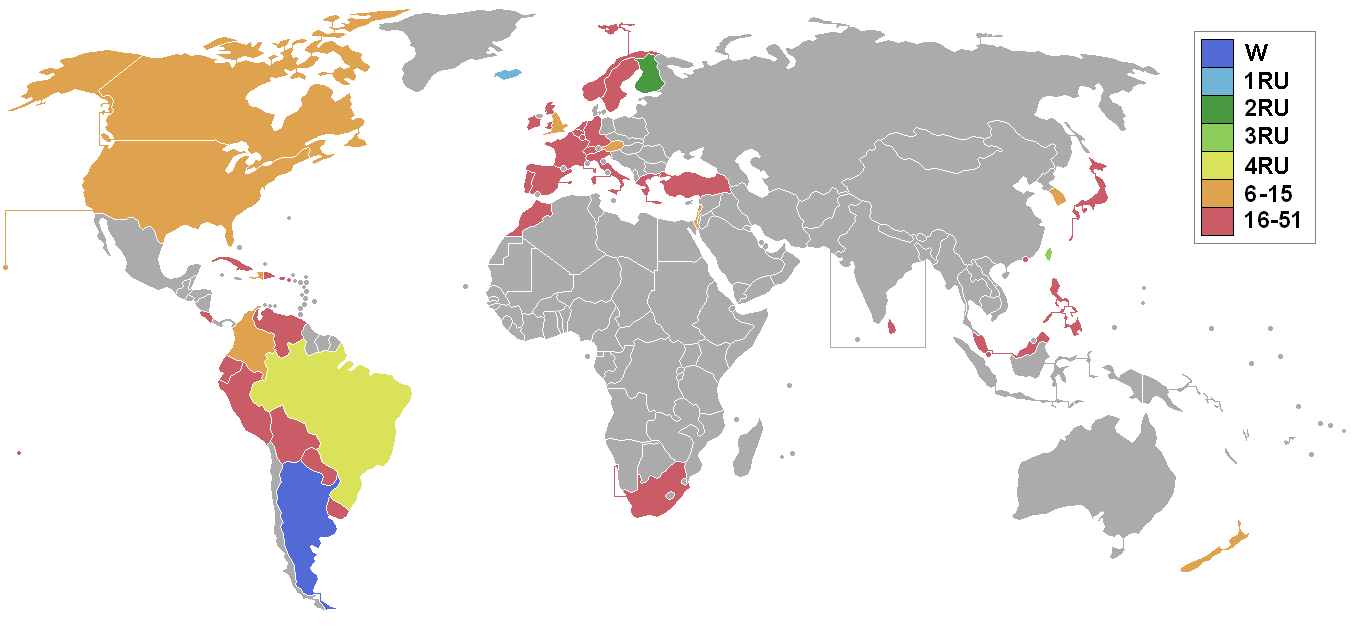
Các nước và vùng lãnh thổ tham gia Hoa hậu Hoàn Vũ 1962 và kết quả.

### Thứ hạng
| Kết quả              | Thí sinh |
| -------------------- | --- |
| Hoa hậu Hoàn vũ 1962 | - Argentina – Norma Nolan |
| Á hậu 1              | - Iceland – Anna Geirsdóttir |
| Á hậu 2              | - Phần Lan – Anja Aulikki Järvinen |
| Á hậu 3              | - Trung Hoa Dân Quốc – Lưu Tú Mạn |
| Á hậu 4              | - Brazil – Maria Olívia Rebouças |
| Top 15               | - Áo – Christa Linder - Canada – Marilyn McFatridge - Colombia – Olga Lucía Botero Orozco - Anh – Kim Carlton - Haiti – Evelyn Miot - Israel – Yehudit Mazor - Hàn Quốc – Seo Bum-joo - Liban – Nouhad Cabbabe - New Zealand – Lesley Margaret Nichols - Hoa Kỳ – Macel Wilson |

### Các giải thưởng đặc biệt
| Giải thưởng                 | Thí sinh                                                             |
| --------------------------- | -------------------------------------------------------------------- |
| Hoa hậu Thân thiện          | - Cộng hòa Dominica – Sarah Olimpia Fórmeta - Wales – Hazel Williams |
| Hoa hậu Ảnh                 | - Anh – Kim Carlton                                                  |
| Trang phục dân tộc đẹp nhất | - Anh – Kim Carlton                                                  |

## Hội đồng giám khảo
- Edilson Cid Varela
- Gloria Haven
- Abe Issa
- Jyun Kawachi
- Chang Key-Young
- Serge Mendjisky
- Russell Patterson
- Fernando Restrepo Suárez
- Earl Wilson

## Thí sinh tham gia

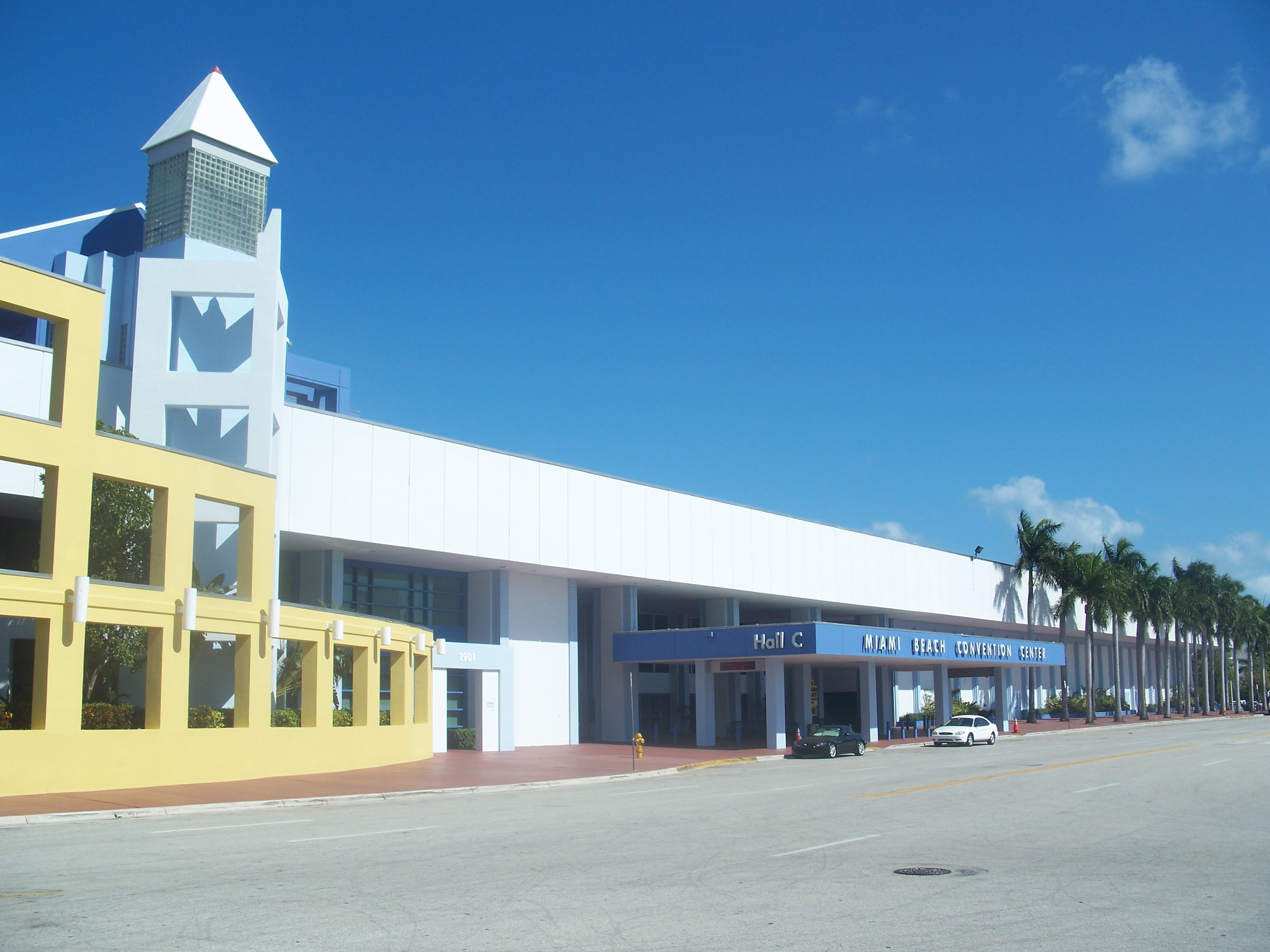
Nhà hát Thính phòng Miami Beach, địa điểm chính thức diễn ra cuộc thi Hoa hậu Hoàn vũ 1962.

Cuộc thi có tổng cộng 52 thí sinh tham gia:
| Quốc gia/Lãnh thổ    | Thí sinh                            |
| -------------------- | ----------------------------------- |
| Argentina            | Norma Nolan                         |
| Áo                   | Christa Linder                      |
| Bỉ                   | Christine Delit                     |
| Bolivia              | Gabriela Roca Díaz                  |
| Brazil               | Maria Olívia Rebouças Cavalcanti    |
| Canada               | Marilyn McFatridge                  |
| Ceylon               | Yvonne D'Rozario                    |
| Colombia             | Olga Lucía Botero Orozco            |
| Costa Rica           | Helvetia Albonico                   |
| Cuba                 | Aurora Prieto                       |
| Dahomey              | Gilette Hazoume                     |
| Cộng hòa Dominica    | Sarah Olimpia Fórmeta               |
| Ecuador              | Elaine Ortega Hougen                |
| Anh                  | Kim Carlton                         |
| Phần Lan             | Anja Aulikki Järvinen               |
| Pháp                 | Sabine Surget                       |
| Đức                  | Gisela Karschuck                    |
| Hy Lạp               | Kristina Apostolou                  |
| Hà Lan               | Marianne van der Hayden             |
| Haiti                | Evelyn Miot                         |
| Hồng Kông            | Shirley Pon                         |
| Iceland              | Anna Geirsdóttir                    |
| Ireland              | Josie Dwyer                         |
| Israel               | Yehudit Mazor Rounik                |
| Ý                    | Isa Stoppi                          |
| Nhật Bản             | Kazuko Hirano                       |
| Hàn Quốc             | Seo Bum-joo                         |
| Liban                | Nouhad Cabbabe                      |
| Luxembourg           | Fernande Kodesch                    |
| Mã Lai               | Sarah Alhabshee Abdullah            |
| Maroc                | Ginette Buenaventes                 |
| New Zealand          | Leslie Margaret Nichols             |
| Na Uy                | Julie Ege †                         |
| Paraguay             | Corina Rolón Escuariza              |
| Peru                 | Silvia Ruth Dedeking                |
| Philippines          | Josephine Brown Estrada             |
| Bồ Đào Nha           | Maria Jose Santos Trindade Defolloy |
| Puerto Rico          | Ana Celia Sosa                      |
| Trung Hoa Dân Quốc   | Lưu Tú Mạn                          |
| Scotland             | Vera Parker                         |
| Singapore            | Julie Koh Moot-Lei                  |
| Nam Phi              | Lynette Gamble                      |
| Tây Ban Nha          | Conchita Roig Urpi                  |
| Thụy Điển            | Monica Rågby                        |
| Thụy Sĩ              | Francine Delouille                  |
| Tahiti               | Katy Bauner                         |
| Thổ Nhĩ Kỳ           | Behad Gulay Sezer                   |
| Uruguay              | Nelly Pettersen Vasigaluz           |
| Hoa Kỳ               | Macel Wilson                        |
| Venezuela            | Virginia Bailey Lazzari             |
| Quần đảo Virgin (Mỹ) | Juanita Morell                      |
| Wales                | Hazel Williams                      |

## Chú ý

### Lần đầu tham gia
- Dahomey
- Haiti
- Mã Lai
- Tahiti

### Trở lại
| - Lần cuối tham gia vào năm 1956: - Cộng hòa Dominica - Lần cuối tham gia vào năm 1958: - Singapore - Lần cuối tham gia vào năm 1959: - Philippines | - Lần cuối tham gia vào năm 1960: - Costa Rica - Hồng Kông - New Zealand - Bồ Đào Nha |

### Thay thế
- Venezuela – Á hậu 1 cuộc thi Hoa hậu Venezuela, Virginia Bailey được chỉ định tham gia thay thế Olga Antonetti bởi vì Olga dưới 18 tuổi và không đáp ứng được yêu cầu về tuổi tác.

### Bỏ cuộc
- Miến Điện
- Chile
- Đan Mạch
- Guatemala
- Jamaica
- Madagascar
- Rhodesia và Nyasaland